# Liste der denkmalgeschützten Objekte in Liberec
Grundlage dieser Liste der denkmalgeschützten Objekte in Liberec ist die ÚSKP-Liste (Ústřední seznam kulturních památek České republiky, deutsch Zentrale Liste der Kulturdenkmäler der Tschechischen Republik), die von der tschechischen Denkmalschutzbehörde NPÚ (Národní památkový ústav, deutsch Nationale Denkmalbehörde) seit 1987 geführt wird und an die seit dem Jahr 1850 geschaffenen Listen anschließt.

## Denkmalgeschützte Objekte in Liberec nach Ortsteilen
Die Stadt Liberec ist eine Statutarstadt und Verwaltungssitz der Reichenberger Region.
Sie besitzt viele Architektur-Denkmale von hohem Rang.
Die Innenstadt wurde 1992 zur städtischen Denkmalzone erklärt.

### Liberec I–Staré Město (Altstadt)
| Lage | Objekt                                                    | Beschreibung | ÚSKP-Nr.                  | Bild                                   |
| --- | --------------------------------------------------------- | --- | ------------------------- | -------------------------------------- |
| Staré Město, nám. Dr. Edvarda Beneše 1/1 (Standort)                                                               | Rathaus                                                   | Rathaus, erbaut 1890–1893 vom Wiener Architekten Franz von Neumann | 19126/5-4114 Info Katalog | weitere Bilder                         |
| Staré Město, nám. Dr. Edvarda Beneše (Standort)                                                                   | Wetterstation                                             | Wetterhäuschen | 43961/5-5245 Info Katalog | weitere Bilder                         |
| Staré Město, nám. Edvarda Beneše 462/27 (Standort)                                                                | F. X. Šalda-Theater                                       | Stadttheater F. X. Šalda, erbaut 1885 vom Büro Fellner & Helmer Wien | 18893/5-4136 Info Katalog | weitere Bilder                         |
| Staré Město, nám. Edvarda Beneše 468/23, Mariánská 468/1, Frýdlantská 183/4 (Standort)                            | Hotel                                                     | Hotel | 16909/5-4939 Info Katalog | Hotel                                  |
| Staré Město, náměstí Dr. Edvarda Beneše 584/24, Mariánská 584/2, Vavřincův vrch 369/2, Mariánská 369/4 (Standort) | Kaffeehaus „Zur Post“                                     | Restaurant, Kaffeehaus „Zur Post“ (Kavárna Pošta) | 30663/5-5006 Info Katalog | weitere Bilder                         |
| Staré Město, Masarykova 437/11, Vítězná 437/18, Dvořákova 485/1 (Standort)                                        | Nordböhmisches Museum                                     | Nordböhmische Gewerbemuseum (Severočeské muzeum), eröffnet 1898 | 19521/5-3580 Info Katalog | weitere Bilder                         |
| Staré Město, Masarykova 699/9, Vítězná 699/15 (Standort)                                                          | ehem. Handelskammer                                       | Stadthaus, ehem. Handelskammer | 43948/5-5232 Info Katalog | weitere Bilder                         |
| Staré Město, Masarykova 723/14, Vítězná 723/13 (Standort)                                                         | Kaiser-Franz-Joseph-Bad                                   | Kaiser-Franz-Joseph-Bad (Městské lázně), jetzt Regionalgalerie | 43949/5-5233 Info Katalog | weitere Bilder                         |
| Staré Město, Baarova 770/33, Vítězná 770/7 (Standort)                                                             | Villa Vítězná 33                                          | Villa | 44023/5-5328 Info Katalog | Villa Vítězná 33                       |
| Staré Město, Malé náměstí (Standort)                                                                              | Kreuzkirche                                               | Kirche zum hl. Kreuz, Kapelle, Mariensäule, Kreuzweg, Umfassungsmauer, erbaut 1733–1756 von Johann Josef Kunz                                                                                          | 22868/5-3579 Info Katalog | weitere Bilder                         |
| Staré Město, Malé náměstí (Standort)                                                                              | Mariensäule im Garten der Kreuzkirche                     | Mariensäule aus der Werkstatt von Matthias Bernhard Braun | 22868/5-3579 Info Katalog | weitere Bilder                         |
| Staré Město, Větrná 268/8, pův. čp. 265, 266, 267 (Standort)                                                      | Wallenstein-Häuser                                        | Drei Stadthäuser, genannt Wallenstein- oder Waldstein-Häuser, in der Windgasse | 32619/5-3576 Info Katalog | weitere Bilder                         |
| Staré Město, Sokolovské náměstí 264/14 (Standort)                                                                 | Haus des Anton Appelt (Appeltův dům)                      | Stadthaus des Anton Appelt, erbaut 1793/94 | 14996/5-3573 Info Katalog | weitere Bilder                         |
| Staré Město, hřbitov, Budyšínská (Standort)                                                                       | Erinnerungsgarten, ehem. Friedhof von Liberec-Staré Město | Grabstätten der Familien Liebieg (Textilfabrikanten) und Hübner (Baumeister Adolf Hübner), 15 Gräber und die Statue der hl. Peter und Paul am Haupttor, auf dem ehem. Friedhof von Liberec-Staré Město | 29823/5-4116 Info Katalog | weitere Bilder                         |
| Staré Město, Ruprechtická 385/101 (Standort)                                                                      | Jüdischer Friedhof                                        | Jüdischer Friedhof (Židovský hřbitov) und das Haus Nr. 385 mit Festsaal | 13408/5-5454 Info Katalog | weitere Bilder                         |
| Staré Město, Ruprechtická ()                                                                                      | Mariensäule                                               | Säule mit Statue der Jungfrau Maria | 33586/5-4172 Info Katalog | weitere Bilder                         |
| Staré Město, Husova 725/40, Klostermannova 725/18 (Standort)                                                      | Villa Husova 40                                           | Villa und Umzäunung, ehem. Villa Karl Herzig, erbaut 1900/01 | 11891/5-5591 Info Katalog | weitere Bilder                         |
| Staré Město, Jablonecká 562/21 (Standort)                                                                         | Turnhalle                                                 | Turnhalle, errichtet 1893, Architekten: Julius Keil und Adolf Bürger | 32868/5-4156 Info Katalog | Turnhalle                              |
| Staré Město, Jablonecká 642/23, Klášterní 642/1 (Standort)                                                        | Villa Jablonecká 23                                       | Villa, Treppenanlage, Umzäunung und Garten | 52013/5-5934 Info Katalog | Villa Jablonecká 23                    |
| Staré Město, Rumjancevova 696/3 (Standort)                                                                        | Stadthaus Rumjancevova 3                                  | Stadthaus | 40465/5-4159 Info Katalog | weitere Bilder                         |
| Staré Město, Rumjancevova 637/3 (Standort)                                                                        | Denkmal des antifaschistischen Kampfes                    | Denkmal des antifaschistischen Kampfes | 39123/5-4960 Info Katalog | Denkmal des antifaschistischen Kampfes |
| Staré Město, Lidové sady 425/1 (Standort)                                                                         | Ausflugslokal Volksgarten                                 | Ausflugsrestaurant Volksgarten, Pavillon, Garten, erbaut 1900/01 von Jakob Schmeißner | 37628/5-5054 Info Katalog | weitere Bilder                         |

### Liberec II–Nové Město (Neustadt)
| Lage                                                                          | Objekt                                       | Beschreibung | ÚSKP-Nr.                  | Bild                            |
| ----------------------------------------------------------------------------- | -------------------------------------------- | --- | ------------------------- | ------------------------------- |
| Nové Město, Železná 2/1, nám. Dr. E. Beneše 2/20 (Standort)                   | Hotel „Praha“                                | Hotel „Praha“ (1906) | 18229/5-5040 Info Katalog | weitere Bilder                  |
| Nové Město, nám. Dr. Edvarda Beneše 14/15 (Standort)                          | Bürgerhaus nám. Dr. Edvarda Beneše 15        | Bürgerhaus | 34371/5-4135 Info Katalog | weitere Bilder                  |
| Nové Město, Pražská 133/6 (Standort)                                          | Bürgerhaus Pražská 6                         | Bürgerhaus | 49832/5-5859 Info Katalog | weitere Bilder                  |
| Nové Město, Sokolovské náměstí (Standort)                                     | Antoniuskirche                               | Kirche des hl. Antonius der Große, neugotischer Umbau 1872–1882 durch Ludwig Tischler                                                                    | 32573/5-4138 Info Katalog | weitere Bilder                  |
| Nové Město, Kostelní 9/7, Nové Město (Standort)                               | Pfarrhaus                                    | Pfarrhaus | 33327/5-4137 Info Katalog | weitere Bilder                  |
| Nové Město, Kostelní 8/9, Mistrovský vrch 8/4 (Standort)                      | Schule                                       | Schule | 31406/5-4160 Info Katalog | Schule                          |
| Nové Město, Sokolovské náměstí 307/6 (Standort)                               | Bürgerhaus Sokolovské náměstí 6              | Bürgerhaus | 51987/5-5929 Info Katalog | Bürgerhaus Sokolovské náměstí 6 |
| Nové Město, Růžová 299/3 (Standort)                                           | Bürgerhaus Růžová 3                          | Bürgerhaus | 35011/5-3575 Info Katalog | weitere Bilder                  |
| Nové Město, Rámový vršek 302/1, Na Schůdkách 302/6 (Standort)                 | Bürgerhaus Rámový vršek 1                    | Bürgerhaus | 30542/5-3574 Info Katalog | weitere Bilder                  |
| Nové Město, U Lomu 192/16 (Standort)                                          | Mietshaus U Lomu 16                          | Mietshaus | 40718/5-4962 Info Katalog | Mietshaus U Lomu 16             |
| Nové Město, Na Ladech 206/13 (Standort)                                       | Bürgerhaus Na Ladech 13                      | Bürgerhaus | 11293/5-5758 Info Katalog | weitere Bilder                  |
| Nové Město, Papírová 123/12 (Standort)                                        | ehemalige Baumwollspinnerei, später Brauerei | ehemalige Baumwollspinnerei ohne Kamin | 51782/5-5938 Info Katalog | weitere Bilder                  |
| Nové Město, U Soudu 347/2, Pelhřimovská 347/3, Valdštejnská 347/29 (Standort) | Untersuchungsgefängnis                       | Untersuchungsgefängnis, urspr. Sitz des Land- und Bezirksgerichts, errichtet 1874–1877 im Neorenaissancestil nach Plänen von Jan Kaur und Gustav Sachers | 39155/5-4856 Info Katalog | weitere Bilder                  |

### Liberec III–Jeřáb
| Lage                                                    | Objekt                          | Beschreibung                                                                                                 | ÚSKP-Nr.                  | Bild                            |
| ------------------------------------------------------- | ------------------------------- | --- | ------------------------- | ------------------------------- |
| Jeřáb, nám. Dr. E. Beneše (Standort)                    | Neptunbrunnen                   | Neptunbrunnen (1826)                                                                                         | 13929/5-3572 Info Katalog | weitere Bilder                  |
| Jeřáb, nám. Dr. Edvarda Beneše (Standort)               | Gedenkstein „1603“              | Gedenkstein „1603“, zur Erinnerung an den Standort des alten Rathauses (1603–1893) am ehem. Altstädter Platz | 16477/5-4115 Info Katalog | Gedenkstein „1603“              |
| Jeřáb, nám. Dr. E. Beneše 4/12 (Standort)               | Mietshaus nám. Dr. E. Beneše 12 | Haus Ferdinand Kahl, errichtet 1886 an der Stelle eines älteren Hauses, Architekt: Edmund Trossin            | 43942/5-5226 Info Katalog | Mietshaus nám. Dr. E. Beneše 12 |
| Jeřáb, Pražská 15/23 (Standort)                         | Geschäftshaus                   | Geschäftshaus Brouk und Babka, erbaut 1935/36                                                                | 43959/5-5243 Info Katalog | weitere Bilder                  |
| Jeřáb, Soukenné náměstí 23/10, Pražská 23/39 (Standort) | Geschäftshaus Baťa am Tuchplatz | Geschäftshaus Baťa, erbaut 1931/32                                                                           | 43957/5-5241 Info Katalog | weitere Bilder                  |
| Jeřáb, Barvířská 118/7 (Standort)                       | Stadthaus Barvířská 7           | Stadthaus (1850–1877 Landgericht)                                                                            | 39788/5-4152 Info Katalog | weitere Bilder                  |
| Jeřáb, Barvířská 122/15 (Standort)                      | Bürgerhaus Barvířská 15         | Bürgerhaus, Tor                                                                                              | 38049/5-4113 Info Katalog | weitere Bilder                  |
| Jeřáb, Jungmannova 333/23 (Standort)                    | Kirche der hl. Maria Magdalena  | Kirche der hl. Maria Magdalena, Treppenanlage, Umfassungsmauer, Tor (erbaut von Adolf Hübner)                | 41331/5-4154 Info Katalog | weitere Bilder                  |
| Jeřáb, Hanychovská 622/1, Křižíkova 622/2 (Standort)    | Alte Bäckerei (Pekárna)         | Alte Bäckerei (Pekárna), erbaut 1910–1919 von Hubert Gessner                                                 | 21331/5-4170 Info Katalog | weitere Bilder                  |

### Liberec IV–Perštýn (Birgstein)
| Lage                                                            | Objekt                                        | Beschreibung                                                                               | ÚSKP-Nr.                  | Bild                    |
| --------------------------------------------------------------- | --------------------------------------------- | ------------------------------------------------------------------------------------------ | ------------------------- | ----------------------- |
| Perštýn, Felberova 12/9 (Standort)                              | Sparkasse                                     | Sparkasse, erbaut 1888–1891 von Hans Miksch (1846–1904) und Julian Niedzielski (1849–1901) | 43943/5-5227 Info Katalog | Sparkasse               |
| Perštýn, Moskevská 13/4 (Standort)                              | Bürgerhaus Moskevská 4                        | Bürgerhaus                                                                                 | 35525/5-4144 Info Katalog | Bürgerhaus Moskevská 4  |
| Perštýn, Moskevská 131/34, Revoluční 131/1 (Standort)           | Bürgerhaus Moskevská 34                       | Haus „Zum Grünen Baum“ (1787)                                                              | 17712/5-4139 Info Katalog | Bürgerhaus Moskevská 34 |
| Perštýn, Dr. Milady Horákové 391/1, Moskevská 394/48 (Standort) | Mietshaus „Annahof“                           | Mietshaus „Annahof“                                                                        | 43944/5-5228 Info Katalog | weitere Bilder          |
| Perštýn, Na Perštýně 243/15 (Standort)                          | Bürgerhaus Na Perštýně 15                     | Bürgerhaus                                                                                 | 19256/5-4140 Info Katalog | weitere Bilder          |
| Perštýn, Na Perštýně (Standort)                                 | Kruzifix                                      | Kruzifix                                                                                   | 39212/5-4142 Info Katalog | weitere Bilder          |
| Perštýn, Na Perštýně (Standort)                                 | Nepomuksäule                                  | Säule des hl. Johannes von Nepomuk                                                         | 28855/5-4141 Info Katalog | Nepomuksäule            |
| Perštýn, U Jánského kamene 576/3 (Standort)                     | Kirche des hl. Vinzenz von Paul mit Pfarrhaus | Kirche des hl. Vinzenz von Paul mit Pfarrhaus, errichtet 1884–87 im neoromanischen Stil    | 100230 Info Katalog       | weitere Bilder          |
| Perštýn, U krematoria 460/7 (Standort)                          | Krematorium                                   | Krematorium (1915–1917)                                                                    | 43953/5-5237 Info Katalog | weitere Bilder          |
| Perštýn, U Krematoria 322/5 (Standort)                          | Restaurant „Schießhaus“                       | Restaurant „Schießhaus“ (Restaurace Střelnice)                                             | 34638/5-4158 Info Katalog | weitere Bilder          |
| Perštýn, U Jezu 96/10 (Standort)                                | Scholz-Haus (Šolcův dům)                      | Umgebindehaus des Hans Friedrich Scholz                                                    | 40858/5-4151 Info Katalog | weitere Bilder          |

### Liberec V–Kristiánov(Christianstadt)
| Lage                                                                             | Objekt                                                     | Beschreibung | ÚSKP-Nr.                  | Bild                                                       |
| -------------------------------------------------------------------------------- | ---------------------------------------------------------- | --- | ------------------------- | ---------------------------------------------------------- |
| Kristiánov, Felberova 1/2, Felberova 85/2b, 61/2a, Gutenbergova 61/2a (Standort) | Schloss Reichenberg (Zámek Liberec)                        | Schlosskomplex, Sachgesamtheit mit Einzeldenkmalen: - Altes Schloss Nr. 1 - Nostitz-Flügel Nr. 61 - Neues Schloss Nr. 85 - Park, Umzäunung, Stützmauern, Kapelle, Bastion mit Mauer             | 23863/5-4153 Info Katalog | weitere Bilder                                             |
| Kristiánov, Felberova 123/3 (Standort)                                           | Stadthaus Felberova 3                                      | Stadthaus | 43947/5-5231 Info Katalog | weitere Bilder                                             |
| Kristiánov, Boženy Němcové 102/22, Rumunská 102/7 (Standort)                     | Palais „Adria“                                             | Palais „Adria“, erbaut 1927–1929 von Max Kühn für eine Versicherungsgesellschaft | 43958/5-5242 Info Katalog | weitere Bilder                                             |
| Kristiánov, U Tiskárny (Standort)                                                | Statue des Johannes von Nepomuk im Schlossgarten           | Statue des Johannes von Nepomuk vor der Regionalgalerie Liberec, urspr. in Nové Sedlo nad Bílinou (Neundorf an der Biela) von Johann Adam Dietz (1671–1742)                                     | 54400/5-666 Info Katalog  | Statue des Johannes von Nepomuk im Schlossgarten           |
| Kristiánov, U Tiskárny (Standort)                                                | Säule mit Skulptur der hl. Dreifaltigkeit im Schlossgarten | Säule mit Skulptur der hl. Dreifaltigkeit im Schlossgarten, urspr. im Dorf Vrchnice bei Chomutov (Würgnitz bei Komotau)                                                                         | 54434/5-784 Info Katalog  | Säule mit Skulptur der hl. Dreifaltigkeit im Schlossgarten |
| Kristiánov, U Tiskárny 81/1 (Standort)                                           | Villa des Johann Liebieg                                   | ehem. Villa des Johann Liebieg (der Jüngere) Nr. 81 mit Remise, Ställen, Gärtnerhaus, Terrassen mit Balustraden, Einfriedung, Tor, Schwimmbad und Pavillon, erbaut 1870–1872 von Gustav Sachers | 27557/5-4145 Info Katalog | weitere Bilder                                             |
| Kristiánov, náměstí Českých bratří 35/2 (Standort)                               | Pfarrhaus                                                  | Pfarrhaus | 37071/5-4148 Info Katalog | weitere Bilder                                             |
| Kristiánov, nám. Českých bratří (Standort)                                       | ehem. Evangelische Kirche                                  | ehem. Evangelische Kirche, erbaut 1864–1868 nach einem Projekt von Gustav Sachers und Ferdinand Miksch, 1976 gesprengt (existiert nicht mehr)                                                   | 54673/5-4833 Info Katalog | BW                                                         |
| Kristiánov, náměstí Českých bratří 24/15, U Tiskárny 24/11 (Standort)            | Bürgerhaus, nám. Českých bratří 15                         | Bürgerhaus, Tor | 36094/5-4147 Info Katalog | weitere Bilder                                             |
| Kristiánov, náměstí Českých bratří 25/14 (Standort)                              | Bürgerhaus, nám. Českých bratří 14                         | Bürgerhaus, zwei Tore | 42066/5-4146 Info Katalog | weitere Bilder                                             |
| Kristiánov, Klášterní 117/2, Jablonecká 117/25 (Standort)                        | Ursulinenkloster                                           | Kloster der hl. Ursula Nr. 117 und Kirche | 43945/5-5229 Info Katalog | weitere Bilder                                             |
| Kristiánov, Jablonecká 41/27 (Standort)                                          | Villa des Theodor Liebieg                                  | ehem. Villa des Theodor Liebieg, erbaut 1896–1911 von Adolf Bürger und Jakob Schmeißner | 43946/5-5230 Info Katalog | weitere Bilder                                             |
| Kristiánov, Tyršova 7/2, Jablonecká 7/22 (Standort)                              | Villa Jablonecká 22                                        | Villa Otto Goltze (1912) | 43952/5-5236 Info Katalog | Villa Jablonecká 22                                        |
| Kristiánov, Tyršova 82/1, Humpolecká 82/2 (Standort)                             | Schule                                                     | Schule, Umzäunung | 43951/5-5235 Info Katalog | Schule                                                     |
| Kristiánov, Husova 186/64 (Standort)                                             | Villa Stross (Strossova vila)                              | Villa Franz Stross mit Garten, erbaut 1923–1925 von Thilo Schoder (1888–1979), genannt „Nildampfer“                                                                                             | 43954/5-5238 Info Katalog | weitere Bilder                                             |
| Kristiánov, Husova 184/72 (Standort)                                             | Villa Husova 72                                            | Villa, Gartenpavillon, Terrasse, jetzt Kindergarten „Jizerka“ | 105397 Info Katalog       | Villa Husova 72                                            |
| Kristiánov, Svobody 279/6 (Standort)                                             | Haus Svobody 6                                             | Stadthaus | 43955/5-5239 Info Katalog | weitere Bilder                                             |
| Kristiánov, im Tal des Harzdorfer Bachs (Harcovský potok) (Standort)             | Harzdorfer Talsperre                                       | Harzdorfer Talsperre (Přehrada Harcovská), südlich der Straße ul. Chelčického | 43960/5-5244 Info Katalog | weitere Bilder                                             |

### Liberec VI–Rochlice (Röchlitz)
| Lage                            | Objekt                              | Beschreibung                                          | ÚSKP-Nr.                  | Bild           |
| ------------------------------- | ----------------------------------- | ----------------------------------------------------- | ------------------------- | -------------- |
| Rochlice, Na Žižkově (Standort) | Kirche des hl. Johannes des Täufers | Kirche des hl. Johannes des Täufers, Umfassungsmauern | 21469/5-4165 Info Katalog | weitere Bilder |

### Liberec VIII–Dolní Hanychov (Nieder Hanichen)
| Lage                                 | Objekt                    | Beschreibung                                                   | ÚSKP-Nr.                  | Bild           |
| ------------------------------------ | ------------------------- | -------------------------------------------------------------- | ------------------------- | -------------- |
| Dolní Hanychov, Ještědská (Standort) | Kirche des hl. Bonifatius | Kirche des hl. Bonifatius, erbaut von Anton Möller (1915–1919) | 10309/5-5542 Info Katalog | weitere Bilder |

### Liberec IX–Janův Důl (Johannesthal)
| Lage                             | Objekt                | Beschreibung                         | ÚSKP-Nr.                  | Bild                  |
| -------------------------------- | --------------------- | ------------------------------------ | ------------------------- | --------------------- |
| Janův Důl, Kubelíkova (Standort) | Nepomukkapelle        | Kapelle des hl. Johannes von Nepomuk | 39853/5-4162 Info Katalog | weitere Bilder        |
| Janův Důl, Kubelíkova (Standort) | Kruzifix              | Kruzifix                             | 33452/5-4163 Info Katalog | weitere Bilder        |
| Janův Důl, Volgogradská ()       | Statue des hl. Wenzel | Statue des hl. Wenzel                | 46492/5-4164 Info Katalog | Statue des hl. Wenzel |

### Liberec XII–Staré Pavlovice (Alt Paulsdorf)
| Lage               | Objekt      | Beschreibung         | ÚSKP-Nr.                  | Bild |
| ------------------ | ----------- | -------------------- | ------------------------- | ---- |
| Staré Pavlovice () | Meilenstein | Meilenstein (Milník) | 54655/5-4169 Info Katalog |      |

### Liberec XIII–Nové Pavlovice (Neu Paulsdorf)
| Lage                                          | Objekt                        | Beschreibung                  | ÚSKP-Nr.                  | Bild           |
| --------------------------------------------- | ----------------------------- | ----------------------------- | ------------------------- | -------------- |
| Nové Pavlovice, gen. Svobody 83/47 (Standort) | Gesellschaftshaus „Kolosseum“ | Gesellschaftshaus „Kolosseum“ | 52941/5-4168 Info Katalog | weitere Bilder |

### Liberec XIV–Ruprechtice (Ruppersdorf)
| Lage                                                                     | Objekt                                    | Beschreibung | ÚSKP-Nr.                  | Bild           |
| ------------------------------------------------------------------------ | ----------------------------------------- | --- | ------------------------- | -------------- |
| Ruprechtice, Markova 299/4 (Standort)                                    | Kirche des hl. Antonius von Padua         | Kirche des hl. Antonius von Padua und Pfarrhaus, erbaut 1908–1910 von Heinrich Fanta und Max Kühn                                                                                                   | 44117/5-5597 Info Katalog | weitere Bilder |
| Ruprechtice (Standort)                                                   | Marien-Wallfahrtskirche „Beim Gnadenbild“ | Marien-Wallfahrtskirche „U obrázku“ (auch Kapelle „Beim Bilde“ genannt), einschl. Skulptur Kalvarienberg, Quelle, Kreuzwegstationen (erbaut 1906/07 von Heinrich Fanta und Baumeister Adolf Hübner) | 22323/5-4171 Info Katalog | weitere Bilder |
| Ruprechtice, Hroznová 781/2, 782/4, 783/6, náměstí Míru 464/8 (Standort) | Repräsentationshaus                       | Repräsentationshaus und mehrere Stadthäuser Nr. 781, 782, 783 und 464, erbaut 1929 von Franz Radetzky                                                                                               | 43956/5-5240 Info Katalog | weitere Bilder |
| Ruprechtice, Na Vyhlídce 499 (Standort)                                  | Bauernhaus Nr. 499                        | Bauernhaus | 38664/5-4937 Info Katalog | weitere Bilder |
| Ruprechtice, an der Brücke über die Schwarze Neiße (Standort)            | Nepomuksäule                              | Statue des hl. Johannes von Nepomuk (nur noch das Postament vorhanden), an der Brücke über die Schwarze Neiße, am Abzweig der Straßen Kateřinská/Radčická                                           | 54654/5-4161 Info Katalog | weitere Bilder |

### Liberec XV–Starý Harcov(Alt Harzdorf)
| Lage                                    | Objekt                 | Beschreibung                                                           | ÚSKP-Nr.                  | Bild           |
| --------------------------------------- | ---------------------- | ---------------------------------------------------------------------- | ------------------------- | -------------- |
| Starý Harcov, ehem. Friedhof (Standort) | Skulptur Kalvarienberg | Skulptur Kalvarienberg am ehem. Friedhof von Alt Harzdorf (beschädigt) | 39820/5-4167 Info Katalog | weitere Bilder |

### Liberec XVI–Nový Harcov (Neu Harzdorf)
| Lage                                    | Objekt      | Beschreibung                        | ÚSKP-Nr.                  | Bild     |
| --------------------------------------- | ----------- | ----------------------------------- | ------------------------- | -------- |
| Nový Harcov, Lukášovská (Standort)      | Kruzifix    | Kruzifix, im Garten von Haus Nr. 46 | 31212/5-4166 Info Katalog | Kruzifix |
| Nový Harcov, Ve Slatinách 93 (Standort) | Haus Nr. 93 | Wohnhaus                            | 35328/5-4852 Info Katalog | BW       |

### Liberec XIX–Horní Hanychov (Ober Hanichen)
| Lage                                                         | Objekt                           | Beschreibung                                        | ÚSKP-Nr.                  | Bild           |
| ------------------------------------------------------------ | -------------------------------- | --------------------------------------------------- | ------------------------- | -------------- |
| Horní Hanychov Nr. 153, auf dem Jeschken (Ještěd) (Standort) | Berghotel und Fernsehturm Ještěd | Berghotel und Fernsehturm auf dem Ještěd (Jeschken) | 11864/5-5828 Info Katalog | weitere Bilder |

### Liberec XXI–Rudolfov (Rudolfsthal)
| Lage                                | Objekt                | Beschreibung | ÚSKP-Nr.            | Bild           |
| ----------------------------------- | --------------------- | --- | ------------------- | -------------- |
| Rudolfov, Rudolfovská 63 (Standort) | Talsperre Rudolfsthal | Talsperre Rudolfov (přehrada Rudolfov) an der Schwarzen Neiße mit Elektrizitätswerk Nr. 63 einschl. Hochdruckturbinen, Druckrohrleitungen und Wasserschloss mit Ausgleichsbehälter | 105393 Info Katalog | weitere Bilder |

### Liberec XXIV–Pilínkov (Heinersdorf a. Jeschken)
| Lage                | Objekt            | Beschreibung      | ÚSKP-Nr.            | Bild           |
| ------------------- | ----------------- | ----------------- | ------------------- | -------------- |
| Pilínkov (Standort) | Laurentiuskapelle | Laurentiuskapelle | 101484 Info Katalog | weitere Bilder |

### Liberec XXV–Vesec (Dörfel)
| Lage                               | Objekt      | Beschreibung                                               | ÚSKP-Nr.                  | Bild           |
| ---------------------------------- | ----------- | ---------------------------------------------------------- | ------------------------- | -------------- |
| Vesec, Hodkovická ulice (Standort) | Meilenstein | Meilenstein (Milník) an der Ausfahrt von der Schnellstraße | 20757/5-4480 Info Katalog | weitere Bilder |

### Liberec XXVIII–Hluboká (Lubokey)
| Lage                                    | Objekt     | Beschreibung                         | ÚSKP-Nr.                  | Bild           |
| --------------------------------------- | ---------- | ------------------------------------ | ------------------------- | -------------- |
| Hluboká Nr. 2, früher Nr. 16 (Standort) | Haus Nr. 2 | Bauernhaus, ehem. illegale Druckerei | 25695/5-4854 Info Katalog | weitere Bilder |

### Liberec XXIX–Kunratice (Kunnersdorf)
| Lage                 | Objekt                          | Beschreibung | ÚSKP-Nr.            | Bild |
| -------------------- | ------------------------------- | --- | ------------------- | ---- |
| Kunratice (Standort) | Befestigungsanlagen (18. Jhdt.) | Befestigungsanlagen der Feldartillerie aus dem 18. Jahrhundert, archäologische Fundstelle, etwa 350 m südlich der Bushaltestelle Kunratice, Mšenská | 104557 Info Katalog | BW   |

### Liberec XXXI–Krásná Studánka (Schönborn)
| Lage               | Objekt   | Beschreibung                                                                | ÚSKP-Nr.            | Bild           |
| ------------------ | -------- | --------------------------------------------------------------------------- | ------------------- | -------------- |
| Krásná Studánka () | Kruzifix | Kruzifix, an der Landstraße von Liberec nach Frýdlant (Friedland in Böhmen) | 102580 Info Katalog | weitere Bilder |

### Liberec XXXIII–Machnín (Machendorf)
| Lage                                    | Objekt                                 | Beschreibung                                                                | ÚSKP-Nr.                  | Bild           |
| --------------------------------------- | -------------------------------------- | --------------------------------------------------------------------------- | ------------------------- | -------------- |
| Machnín, beim Dorf Hamrštejn (Standort) | Burgruine Hammerstein (Hrad Hamrštejn) | Burgruine Hrad Hamrštejn, auf einer Landzunge beim Dorf Hamrštejn, zerstört | 37234/5-4387 Info Katalog | weitere Bilder |

### Liberec XXXIV–Bedřichovka(Friedrichshain)
| Lage                   | Objekt  | Beschreibung                             | ÚSKP-Nr.            | Bild           |
| ---------------------- | ------- | ---------------------------------------- | ------------------- | -------------- |
| Bedřichovka (Standort) | Kapelle | Kapelle, in der Nähe einer Gartenkolonie | 101241 Info Katalog | weitere Bilder |

### Liberec XXX–Vratislavice nad Nisou(Maffersdorf)
| Lage                                                                              | Objekt                            | Beschreibung | ÚSKP-Nr.                  | Bild                              |
| --------------------------------------------------------------------------------- | --------------------------------- | --- | ------------------------- | --------------------------------- |
| Vratislavice nad Nisou, Sladovnická 309 (Standort)                                | Schule Neurode                    | künstlerische Mittelschule, ehem. Kaiser-Franz-Josef-Schule (1903) im OT Neurode (Nová Ruda) | 43950/5-5234 Info Katalog | weitere Bilder                    |
| Vratislavice nad Nisou, Tanvaldská (Standort)                                     | Dreifaltigkeitskirche             | Kirche der hl. Dreifaltigkeit, an der Außenwand der Kirche befindet sich ein Kreuzweg | 36643/5-4502 Info Katalog | weitere Bilder                    |
| Vratislavice nad Nisou, Tanvaldská 51 (Standort)                                  | Pfarrhaus                         | Pfarrhaus | 29434/5-4503 Info Katalog | weitere Bilder                    |
| Vratislavice nad Nisou, Za cukrárnou 735 (Standort)                               | Nepomuksäule                      | barocke Statue des hl. Johannes von Nepomuk, urspr. in einer Nische des Hauses Nr. 735 an der ul. Za Cukrárnou, zerstört, der Sockel befindet sich jetzt im Garten des Pfarrhauses in Vratislavice                                   | 34207/5-4505 Info Katalog | BW                                |
| Vratislavice nad Nisou, Tulipánová, bei Nr. 725 (Standort)                        | ehem. Säule, Tulipánová           | ehem. Säule mit einer Mater Dolorosa-Statue am Haus Tulipánová ul. Nr. 725 (nicht mehr vorhanden) | 54662/5-4504 Info Katalog | BW                                |
| Vratislavice nad Nisou, Tanvaldská 41 (Standort)                                  | Arbeiterhaus                      | Gesellschaftshaus, Arbeiterhaus | 10631/5-4507 Info Katalog | Arbeiterhaus                      |
| Vratislavice nad Nisou, Tanvaldská 125 und Rumburská 123, 345 und 1382 (Standort) | ehem. Teppichfabrik Ignaz Ginzkey | Teppich- und Deckenfabrik des Ignaz Ginzkey, davon Kesselanlage mit Kraftwerk, Kühlturm mit Wasserspeicher und die Straßenbrücke über die Lausitzer Neiße, Erweiterung der Firma unter Wilhelm Ginzkey 1916–1919 durch Leopold Bauer | 105775 Info Katalog       | ehem. Teppichfabrik Ignaz Ginzkey |
| Vratislavice nad Nisou (Standort)                                                 | Befestigungsanlagen (18. Jhdt.)   | Befestigungsanlagen der Feldartillerie aus dem 18. Jahrhundert, archäologische Fundstelle | 104557 Info Katalog       | weitere Bilder                    |
| Vratislavice nad Nisou, Tyršův vrch (Standort)                                    | Statue des hl. Wenzel             | Statue des hl. Wenzel | 38030/5-4506 Info Katalog | weitere Bilder                    |